# Автошлях Т 1008
Автошлях Т 1008 — автомобільний шлях територіального значення в Києві та Київській та Чернігівській областях. Проходить територією Деснянського та Броварського та Чернігівського районів. Загальна довжина — 87,4 км.
Пролягає через населені пункти Київ, Погреби, Зазим'я, Пухівка, Рожни, Літки, Соболівка, Літочки, Крехаїв, Євминка, Поліське, Остер, Жуківщина, Пархимів, Котів, Савинка, Димерка, Гайове, Кіпті.